# 高偉俊
高 偉俊（こう いしゅん、ガオ・ウエイジュン）は、中国出身の環境学、建築学、都市工学者。

## プロフィール
現在
- 北九州市立大学教授
- 2018年2月15日より日本工学アカデミー客員会員(Foreign Associate、The Engineering Academy of Japan)
- 吉林建築工程学院顧問教授
- 株式会社ジオクラスター顧問
- アジア都市環境学会理事
- アジア都市環境研究実行委員長
- 浙江大学建築工程学院　兼任教授
- 西安交通大学客員教授
- 四川大学客員教授
- 大連理工大学客員教授
- 浙江工業大学建築工程学院　客員教授
- 北華大学客員教授
- 渥美国際交流財団理事
- アジア低炭素デザイン学会理事・事務局長

等 

## 歴任
- 西安交通大学兼職教授
- 華僑大学 海外咨詢委員會委員
- アメリカカリフォニア大学バークレー国立研究所　訪問教授
- 早稲田大学理工学総合研究センター　講師・客員助教授
- 北九州市立大学国際環境工学部　助教授
- 九州共立大学工学部建築学科　非常勤講師
- 日本学術振興財団未来開拓学術研究推進事業　特別研究員
- 早稲田大学専門学校非常勤講師
- 早稲田大学理工学研究科　外国人研究員
- 浙江大学建築学科　専任講師
- 浙江大学建築設計研究院　技師助理・技師